# Villa del Salvador (San Juan)
Villa del Salvador es una localidad argentina, ubicada en el centro-sur de la provincia de San Juan, en el extremo noroeste del oasis agrícola del valle del Tulúm, al noroeste de la ciudad de San Juan. Es ciudad cabecera y asiento de autoridades gubernamentales del departamento Angaco. También tiene la particularidad de extenderse en pequeñas parcelas hacia el sur ocupando otra jurisdicción, como el departamento San Martín. Es núcleo de una región vitivinícola.

## Toponimia
Lleva su nombre en honor del santo patrono de su creador, Salvador María del Carril

## Geografía

### Población

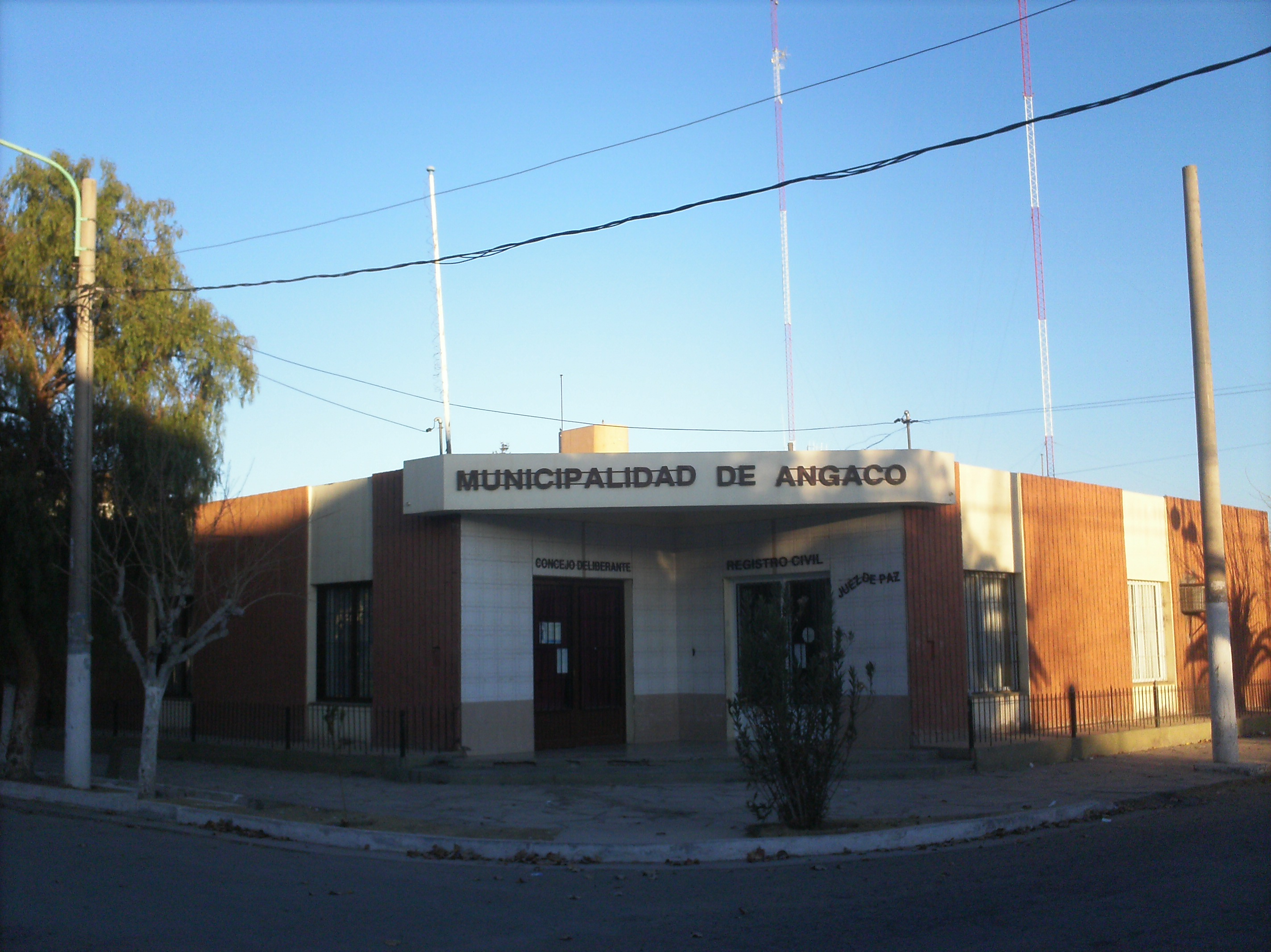
Sede municipal de la capital angaquera.

Cuenta con 2965 habitantes (Indec, 2001), habiendo 2912 habitantes (Indec, 2001) en el departamento Angaco y 53 habitantes (Indec, 2001) del departamento San Martín. Forma un aglomerado con la localidad Villa Sefair Talacasto del Departamento Angaco, siendo la población total de 3,962 habitantes (Indec, 2001) y representando un incremento del 19,12% frente a los 3326 habitantes (Indec, 1991) del censo anterior.

### Aspecto y posición

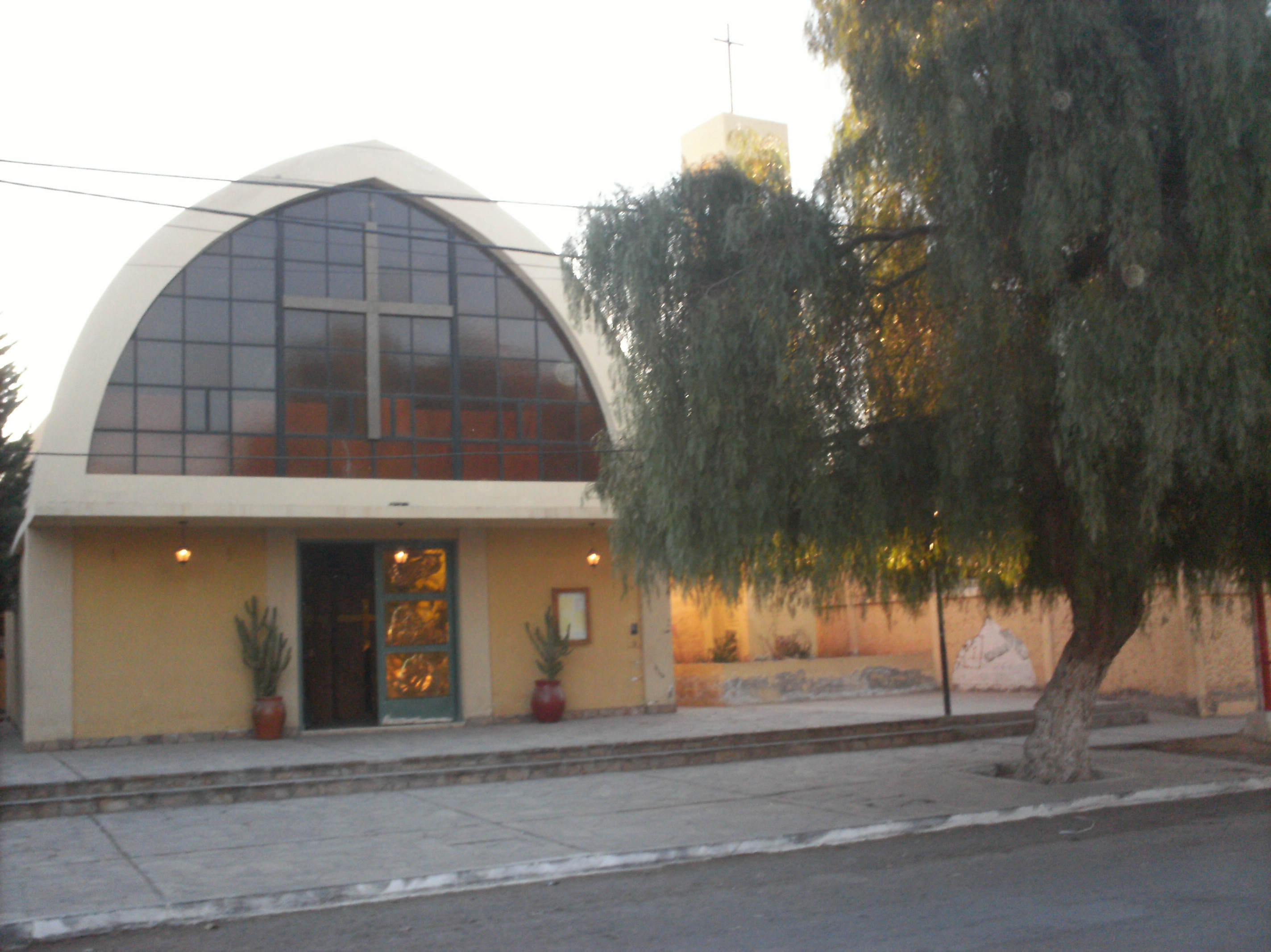
La iglesia católica de Nuestra Señora del Carmen

De entorno rural es la zona que rodea a esta localidad, que se encuentra posicionada en el centro sur de la provincia de San Juan, al noroeste de la ciudad de San Juan, a unos 18 kilómetros aproximadamente, en la parte sur oeste del Departamento Angaco, lindando con el departamento San Martín. Emplazada en nordeste del principal oasis de la provincia, el Valle del Tulúm, casi al pie de la Sierra de Pie de Palo,

### Sismicidad
La sismicidad del área de Cuyo (centro oeste de Argentina) es frecuente y de intensidad baja, y un silencio sísmico de terremotos medios a graves cada 20 años en distintas áreas aleatorias.
Terremoto de Caucete 1977el 23 de noviembre de 1977, la región fue asolada por un terremoto y que dejó como saldo lamentable algunas víctimas, y un porcentaje importante de daños materiales en edificaciones.
Sismo de 1861aunque dicha actividad geológica catastrófica, ocurre desde épocas prehistóricas, el terremoto del 20 de marzo de 1861 señaló un hito importante dentro de la historia de eventos sísmicos argentinos ya que fue el más fuerte registrado y documentado en el país. A partir del mismo la política de los sucesivos gobiernos mendocinos y municipales han ido extremando cuidados y restringiendo los códigos de construcción. Y con el terremoto de San Juan de 1944 del 15 de enero de 1944 (81 años) el gobierno sanjuanino tomó estado de la enorme gravedad sísmica de la región.
El Día de la Defensa Civil fue asignado por un decreto recordando el sismo que destruyó la ciudad de Caucete el 23 de noviembre de 1977, con más de 40.000 víctimas sin hogar. No quedaron registros de fallas en tierra, y el más notable efecto del terremoto fue la extensa área de licuefacción (posiblemente miles de km²).
El efecto más dramático de la licuefacción se observó en la ciudad, a 70 km del epicentro: se vieron grandes cantidades de arena en las fisuras de hasta 1 m de ancho y más de 2 m de profundidad. En algunas de las casas sobre esas fisuras, el terreno quedó cubierto de más de 1 dm de arena.